# Solanum sect. Petota
Section
Solanum sect. Petota est une section de plantes à fleurs du genre Solanum, sous-genre Potatoe, dans la famille des Solanaceae. Parmi les quelque 200 espèces qui la composent, figurent les sept espèces  de pommes de terre cultivées et un grand nombre de « pommes de terre sauvages ». Sa distribution s'étend sur le continent américain depuis la vallée du Colorado (États-Unis) au nord jusqu'à l'archipel des Chonos (Chili) au sud.

## Description
Les espèces de la section Petota sont généralement des plantes herbacées, parfois grimpantes ou des arbrisseaux. Dans la plupart des cas, elles forment des stolons et des tubercules souterrains. Les feuilles sont généralement composées imparipennées. Les folioles intermédiaires sont parfois absentes. Les pétioles et pétiolules peuvent être articulées à la base.
Les inflorescences se composent de quelques-unes à de très nombreuses fleurs. Les pédoncules de fleurs ne sont pas accompagnés de bractées. La corolle, d'un diamètre de 20 à 35 mm, est généralement en forme de roue, parfois en forme d'étoile. Les anthères, droites, ont de 3 à 8 mm de long. Les étamines sont glabres ou présentent à leur base des trichomes, elles sont plus courtes que les anthères et libres entre elles, exceptionnellement soudées.
Les fruits sont des baies sphériques ou légèrement ovoïdes à coniques, d'un diamètre de 15 à 25 mm et d'une longueur de 20 à 25 mm. Ils contiennent généralement de 300 à 500 graines.

## Systématique

### Position de la section dans la classification
La section Petota est classée dans le sous-genre Potatoe du genre Solanum. Des études cladistiques, menées aussi bien au plan morphologique que moléculaire, ont permis de démontrer que la section est monophylétique.
Le cladogramme suivant indique les relations avec les sections étroitement apparentées à la section Petota :
```
       ┌───── Section 
Lycopersicoides

       │
    ┌──┤  ┌── Section 
Juglandifolia

    │  └──┤
 ┌──┤     └── Section 
Lycopersicon

 │  │
─┤  └──────── Section 
Petota

 │
 └─────────── Section 
Etuberosum

Cladogramme selon Peralta-Spooner-Knapp
[
1
]
.
```

### Classification interne
La section Petota regroupe environ 200 espèces.
| Espèces sauvages - Solanum acaule Bitter - Solanum achacachense Cárdenas - Solanum acroglossum Juz. - Solanum acroscopicum Ochoa - Solanum agrimonifolium Rydb. - Solanum alandiae Cárdenas - Solanum albicans (Ochoa) Ochoa - Solanum albornozii Correll - Solanum amayanum Ochoa - Solanum ambosinum Ochoa - Solanum anamatophilum Ochoa - Solanum ancophilum (Correll) Ochoa - Solanum ancoripae Ochoa - Solanum andreanum Baker - Solanum ×arahuayum Ochoa - Solanum ariduphilum Ochoa - Solanum arnezii Cardenas - Solanum augustii Ochoa - Solanum avilesii Hawkes & Hjert. - Solanum ayacuchense Ochoa - Solanum aymaraesense Ochoa - Solanum berthaultii Hawkes - Solanum bill-hookeri Ochoa - Solanum ×blanco-galdosii Ochoa - Solanum boliviense Dunal - Solanum bombycinum Ochoa - Solanum brachistotrichum (Bitter) Rydb. - Solanum brachycarpum Correll - Solanum brevicaule Bitter - Solanum ×bruecheri Correll - Solanum buesii Vargas - Solanum bukasovii Juz. - Solanum bulbocastanum Dunal - Solanum burkartii Ochoa - Solanum burtonii Ochoa - Solanum cajamarquense Ochoa - Solanum calacalinum Ochoa - Solanum calvescens Bitter - Solanum candolleanum P.Berthault - Solanum cantense Ochoa - Solanum cardiophyllum Lindl. - Solanum chacoense Bitter - Solanum chancayense Ochoa - Solanum chilliasense Ochoa - Solanum chillonanum Ochoa - Solanum chiquidenum Ochoa - Solanum chomatophilum Bitter - Solanum circaeifolium Bitter - Solanum clarum Correll - Solanum coelestipetalum Vargas - Solanum colombianum Bitter - Solanum commersonii >Dunal - Solanum contumazaense Ochoa - Solanum demissum Lindl. - Solanum ×doddsii Correll - Solanum dolichocremastrum Bitter - Solanum donachui (Ochoa) Ochoa - Solanum ×edinense P.Berthault - Solanum fendleri A.Gray - Solanum flahaultii Bitter - Solanum flavoviridens Ochoa - Solanum gandarillasii Cárdenas - Solanum garcia-barrigae Ochoa - Solanum gracilifrons Bitter - Solanum guerreroense Correll - Solanum guzmanguense Whalen & Sagást - Solanum hastiforme Correll - Solanum hintonii Correll | - Solanum hjertingii Hawkes - Solanum hoopesii Hawkes & K.A.Okada - Solanum hougasii >Correll - Solanum huancabambense Ochoa - Solanum huancavelicae Ochoa - Solanum huarochiriense Ochoa - Solanum humectophilum Ochoa - Solanum hypacrarthrum Bitter - Solanum immite Dunal - Solanum incahuasinum Ochoa - Solanum incamayoense K.A.Okada & A.M.Clausen - Solanum incasicum Ochoa - Solanum ×indunii K.A.Okada & A.M.Clausen - Solanum infundibuliforme Phil. - Solanum ingifolium Ochoa - Solanum iopetalum (Bitter) Hawkes - Solanum irosinum Ochoa - Solanum jaenense Ochoa - Solanum jalcae Ochoa - Solanum jamesii Torr. - Solanum kurtzianum Bitter & Wittm. - Solanum laxissimum Bitter - Solanum leptophyes Bitter - Solanum leptosepalum Correll - Solanum lesteri Hawkes & Hjert. - Solanum lignicaule Vargas - Solanum limbaniense Ochoa - Solanum ×litusinum Ochoa - Solanum lobbianum Bitter - Solanum longiconicum Bitter - Solanum longiusculus Ochoa - Solanum lopez-camarenae Ochoa - Solanum macropilosum Correll - Solanum maglia Schltdl. - Solanum marinasense Vargas - Solanum matehualae Hjert. - Solanum medians Bitter - Solanum megistacrolobum Bitter - Solanum ×michoacanum (Bitter) Rydb. - Solanum microdontum Bitter - Solanum minutifoliolum Correll - Solanum mochiquense Ochoa - Solanum morelliforme Bitter & G.Muench - Solanum moscopanum Hawkes - Solanum multiinterruptum Bitter - Solanum nayaritense (Bitter) Rydb. - Solanum nemorosum Ochoa - Solanum neocardenasii Hawkes & Hjert. - Solanum neorosii Hawkes & Hjert. - Solanum neovalenzuelae L.López - Solanum neovargasii Ochoa - Solanum neovavilovii Ochoa - Solanum ×neoweberbaueri Wittm. - Solanum nubicola Ochoa - Solanum okadae Hawkes & Hjert. - Solanum olmosense Ochoa - Solanum oplocense Hawkes - Solanum orocense Ochoa - Solanum orophilum Correll - Solanum ortegae Ochoa - Solanum otites Dunal - Solanum oxycarpum Schiede - Solanum pampasense Hawkes - Solanum pamplonense L.López - Solanum papita Rydb. - Solanum paucijugum Bitter - Solanum paucissectum Ochoa - Solanum peloquinianum Ochoa | - Solanum pillahuatense Vargas - Solanum pinnatisectum Dunal - Solanum piurae Bitter - Solanum polyadenium Greenm. - Solanum polytrichon Rydb. - Solanum puchupuchense Ochoa - Solanum raphanifolium Cárdenas & Hawkes - Solanum raquialatum Ochoa - Solanum ×rechei Hawkes & Hjert. - Solanum regularifolium Correll - Solanum rhomboideilanceolatum Ochoa - Solanum ×ruiz-lealii >Brücher - Solanum salasianum Ochoa - Solanum ×sambucinum Rydb. - Solanum sanctae-rosae Hawkes - Solanum sandemanii Hawkes - Solanum santolallae Vargas - Solanum sarasaraeOchoa - Solanum sawyeri Ochoa - Solanum saxatilis Ochoa - Solanum scabrifolium Ochoa - Solanum schenckii Bitter - Solanum ×semidemissum Juz. - Solanum ×setulosistylum Bitter - Solanum simplicissimum Ochoa - Solanum soestii Hawkes & Hjert. - Solanum sogarandinum Ochoa - Solanum solisii Hawkes - Solanum sparsipilum (Bitter) Juz. & Bukasov - Solanum spegazzinii Bitter - Solanum stenophyllidium Bitter - Solanum stoloniferum Schltdl. & Bouchet - Solanum subpanduratum Ochoa - Solanum ×sucrense Hawkes - Solanum sucubunense Ochoa - Solanum tacnaense Ochoa - Solanum tapojense Ochoa - Solanum tarapatanum Ochoa - Solanum tarijense Hawkes - Solanum tarnii Hawkes & Hjert. - Solanum taulisense Ochoa - Solanum trifidum Correll - Solanum trinitense Ochoa - Solanum tundalomense Ochoa - Solanum tuquerrense Hawkes - Solanum ugentii Hawkes & K.A.Okada - Solanum urubambae Juz. - Solanum ×vallis-mexici Juz. - Solanum velardei Ochoa - Solanum venturii Hawkes & Hjert. - Solanum vernei Bitter & Wittm. - Solanum verrucosum Schltdl. - Solanum vidaurrei Cárdenas - Solanum ×viirsoii K.A.Okada & A.M.Clausen - Solanum violaceimarmoratum Bitter - Solanum virgultorum (Bitter) Cárdenas & Hawkes - Solanum wittmackii Bitter - Solanum woodsonii Correll - Solanum yamobambense Ochoa - Solanum yungasense Hawkes Espèces cultivées - Solanum ajanhuiri Juz. & Bukasov - Solanum chaucha Juz. & Bukasov - Solanum curtilobum Juz. & Bukasov - Solanum juzepczukii Bukasov - Solanum phureja Juz. & Bukasov - Solanum stenotomum Juz. & Bukasov - Solanum tuberosum L. |

## Histoire évolutive
Les études génomiques ont montré que les plus proches parents de la section Petota sont les tomates (dont Solanum lycopersicum, la tomate cultivée) et trois espèces proches les unes des autres dont Solanum etuberosum (en), qui ne produisent pas de tubercules. En 2025, le séquençage du génome de ces trois dernières espèces, de 44 espèces de pommes de terre sauvages et de 15 espèces de tomates sauvages montre que la lignée de Petota résulte d'une hybridation entre des membres de la lignée de S. lycopersicum et de celle de S. etuberosum. Notamment, le gène SP6A qui déclenche la formation des tubercules provient des tomates, et IT1 qui régule la croissance des tiges souterraines provient des etuberosum. Les calculs d'horloge moléculaire indiquent que cette hybridation s'est produite il y a environ 9 millions d'années (Ma), les deux lignées ayant elles-même divergé il y a environ 13 Ma. La multiplication asexuée et la survie hivernale que procurent les tubercules ont permis aux nouvelles espèces de conquérir les niches écologiques créées par la surrection rapide des Andes,.